# Пасси-ан-Валуа
Пасси́-ан-Валуа́ (фр. Passy-en-Valois) — коммуна во Франции, находится в регионе О-де-Франс. Департамент коммуны — Эна. Входит в состав кантона Виллер-Котре. Округ коммуны — Суасон.
Код INSEE коммуны — 02594.

## Население
Население коммуны на 2010 год составляло 164 человека.
| 1962 | 1968 | 1975 | 1982 | 1990 | 1999 | 2010 |
| ---- | ---- | ---- | ---- | ---- | ---- | ---- |
| 147  | 172  | 121  | 118  | 123  | 140  | 164  |

## Экономика
В 2010 году среди 95 человек трудоспособного возраста (15—64 лет) 76 были экономически активными, 19 — неактивными (показатель активности — 80,0 %, в 1999 году было 78,8 %). Из 76 активных жителей работали 67 человек (35 мужчин и 32 женщины), безработных было 9 (3 мужчин и 6 женщин). Среди 19 неактивных 7 человек были учениками или студентами, 7 — пенсионерами, 5 были неактивными по другим причинам.